# کیر (ترانه)
«کیر» (به انگلیسی: Dick) ترانه‌ای از رپر آمریکایی استاربوی۳ با همراهی رپر و خوانندهٔ آمریکایی دوجا کت می‌باشد که در ۱۶ مهٔ ۲۰۱۹ در ساندکلود منتشر شد و پس از ویروسی شدن در تیک‌تاک، در ۲۳ آوریل ۲۰۲۱ از سوی آرسی‌ای رکوردز به‌صورت رسمی بازنشر گردید. تهیه‌کنندگی این ترانه بر عهدهٔ سوفلای اند نیوس و بیگ‌وایت‌بیتس بوده‌است.